# برونسون (میشیگان)
برونسون، میشیگان (به انگلیسی: Bronson, Michigan) یک شهر در ایالات متحده آمریکا با جمعیت ۲٬۳۴۹ نفر است که در میشیگان واقع شده‌است.

## موقعیت جغرافیایی
موقعیت جغرافیایی شهرها و مناطق اطراف به شرح زیر است: